# 1,1-Diclorotetrafluoroetà
L'1,1-diclorotetrafluoroetà és un clorofluorocarbur també conegut com a CFC-114a o R114a per la Societat Americana d'Enginyers de Calefacció, Refrigeració i Aire Condicionat. Té dos àtoms de clor en un àtom de carboni i cap a l'altre. És un dels dos isòmers del diclorotetrafluoroetà, l'altre és l'1,2-diclorotetrafluoroetà, també conegut com CFC-114.

## Formació
Atesa la prohibició de produir clorofluorocarburs, en realitat és important no produir 1,1-diclorotetrafluoroetà de manera intencionada o no.
L'1,1-diclorotetrafluoroetà es pot alliberar d'altres isòmers fent reaccionar el triclorotrifluoroetà (CFC-113 o CFC-113a) amb pentaclorur d'antimoni. El triclorotrifluoroetan també es pot fer reaccionar amb tetrafluorur de sofre o diclorodifluorometà amb un catalitzador de fluorur d'alumini per produir 1,1-diclorotetrafluoroetà. L'ús d'alumini en el catalitzador afavoreix les molècules asimètriques.
També es pot fer en una reacció de tetracloroetilè amb fluorur d'hidrogen i clor, però això resulta en una barreja.
Fluorar 1,2-diclorodifluoroetilè amb fluor produeix una petita quantitat d'1,1-diclorotetrafluoroetà, però sobretot tetraclorotetrafluorobutè i alguns altres cloroflurocarburs, per la qual cosa no és una bona manera.

## Atmosfera
Relació de mescla de CFC-114a a l'aire (vermell). També CFC-114 en negre
El potencial d'esgotament de la capa d'ozó de l'1,1-diclorotetrafluoroetà és de 0,72. La vida útil estimada a l'atmosfera és d'uns 100 anys. L'eficiència radiativa és de 0,28 Wm−2ppb−1. El potencial d'escalfament global en 20 anys és de 6750. La concentració atmosfèrica de CFC-114a no es mesura normalment per separat de CFC-114 a causa de les dificultats per distingir-los.
El 1978 els nivells atmosfèrics de CFC-114a eren de 0,35 ppt. El 2020, el nivell era d'1,13 ppt. El CFC-114a sembla ser emès a l'atmosfera del sud-est asiàtic.
La destrucció natural atmosfèrica del CFC-114a és per reacció amb l'oxigen atòmic, o trencament per llum ultraviolada. A partir de 2014 unes 250 tones anuals de CFC-114a s'estaven posant a l'atmosfera.

## Història
L'1,1-diclorotetrafluoroetà és un compost químic que pertany a la família dels clorofluorocarbonis (CFCs). Aquests compostos de la família CFCs van ser inventats per Thomas Midgley Jr (va ser un enginyer mecànic i químic nord-americà) a la dècada de 1920, i el seu ús es va expandir ràpidament a causa de la seva eficàcia com a refrigerants i propulsors en la indústria de la refrigeració i en productes de consum, com a aerosols per a la llar.
Durant dècades, els CFC es van considerar segurs i es van utilitzar àmpliament en una varietat d'aplicacions industrials i comercials. No obstant això, a la dècada de 1970, els científics van començar a adonar-se que els CFCs tenien un impacte negatiu a la capa d'ozó de l'atmosfera terrestre. Es va descobrir que quan els CFCs s'alliberaven a l'atmosfera, eventualment aconseguien l'estratosfera, on la radiació ultraviolada del sol els descomponia, alliberant àtoms de clor que destruïen molècules d'ozó.
Aquest descobriment va portar a una preocupació internacional creixent sobre l'esgotament de la capa d'ozó i, finalment, a l'adopció del Protocol de Montreal el 1987. Aquest tractat internacional va prohibir gradualment la producció i l'ús de CFCs i altres compostos químics que esgoten l'ozó.

## Propietats
1,1-diclorotetrafluoroetà és un líquid incolor i inodor, soluble amb l’aigua i és molt soluble en benzè, èter etílic, etanol. Té un punt d'ebullició de 3,4 °C i un punt de fusió de -56,6 °C.
Les propietats crítiques inclouen la temperatura crítica 145,7 °C, la pressió crítica 4,92 Mpa i la densitat crítica de 0,82 g/ml.
L'1,1-diclorotetrafluoroetà no s'encén a l'aire

## Preparació
L'1,1-diclorotetrafluoroetà reacciona amb l'hidrogen quan s'escalfa de 300 a 600 °C amb un catalitzador de pal·ladi en una hidrodescloració. El principal producte de reacció és l'1,1,1,2-tetrafluoroetà, però també es formen 1-cloro-1,2,2,2-tetrafluoroetà (CF3CHClF) i 1,1,1-trifluoroetà.
L'1,1-diclorotetrafluoroetà reacciona amb metalls alcalins, alcalinotèrres i alumini.
Quan s'escalfa amb hidrogen sobre un catalitzador de níquel, l'1,1-diclorotetrafluoroetà es declora amb substitució per hidrogen per produir una barreja de CF3CHClF i el dímer CF3CClFCClFCF3.

## Usos
Aquest compost es va utilitzar en propulsors d'aerosols, agents d'inflació i en escumes de poliolefines. També es va utilitzar en refrigerants. La producció va ser prohibida pel Protocol de Montreal.
L'1,1-diclorotetrafluoroetà és un possible intermedi en la producció de HFC-134a que es pot produir per hidrogenació.

## Toxicitat
El 1,1-diclorotetrafluoroetà és tòxic si l’inhales i els seus símptomes són pot causar confusió, irritació pulmonar, tremolors i rarament coma, en cas que l’inhalis no et pots prendre epinefrina o altres amines simpaticomimètiques i activadors adrenèrgics, ja que, posarà   sensible el teu cor, en canvi, si l’inhales t’has de retirar de l’espai de l’exposició i has d'utilitzar oxigen suplementari d'alt flux, també s'ha d'avaluar el sistema respiratori per detectar lesions, aspiració o edema pulmonar i tractar-lo adequadament. Si trobem SNC s'han de tractar en un espai tranquil i sense esforç físic perquè així no podran augmentar els nivells adrenèrgics endògens